# بن تشنار (غركان)
بن تشنار (بالفارسية: بن چنار) هي قرية تقع في إيران في قسم غرکان الريفي. يقدر عدد سكانها بـ 413 نسمة .